# José Martínez de Arce
José Martínez de Arce (Orense, c. 1662 - Valladolid, diciembre de 1721) fue un compositor y maestro de capilla español.

## Vida
Es probable que fuese hijo de Diego Martínez de Arce, escribano real, y Benita de Feijoo, residentes en Orense. La familia Martínez de Arce procedía del valle de Liendo, en Cantabria, habiendo sido los abuelos, Pedro Martínez de Arce y de María de la Portilla y Arce, vecinos del municipio. Se conocen tres hermanos y una hermana: Diego (1653), Pedro (1656), Josefa (1660) y Tomás (c. 1664).
Tanto José como Tomás fueron infantes de la Catedral de Orense, donde recibieron su educación musical con el maestro Martín de San Román. José ingresó probablemente el 4 de enero de 1672; aunque la inscripción no detalla el nombre, el dato coincide con una entrada del 19 de enero de 1681 que afirmaba que José llevaba ocho años en el coro de infantes. La primera mención explícita a José es del 15 de enero de 1675, cuando se le pagan 50 reales como aguinaldo por cantar villancicos. Unos meses después recibió otros 50 reales por estar «muy malo en cama y con necesidad». Es probable que el Jusepillo al que se concediera media ración en noviembre de 1676 fuese José Martínez del Arce. El 23 de abril de 1677, cuando se le conceden 100 reales como ayuda de costa como «respecto de servir en la música con toda puntualidad y ser pobre».
Hasta ese momento no se había mencionado a Tomás en las actas, siendo la primera mención del 11 de enero de 1678, fecha en la que recibieron 6 ducados por haber «trabajado mucho en estas pascuas». En agosto de 1679 José solicitó limosna al cabildo por estar enfermo y solo se le concedieron 24 reales porque «ha poco tiempo que se le dio ayuda de costa a su hermano». Los problemas económicos continuaron y en 1680 se decidió parles un salario de 100 reales al año a cada uno «que se sirva ampararlos, porque no tienen con qué sustentarse». Un año más tarde se decidió añadir 60 reales al salario, «que vienen a ser treinta ducados», y en 1682 se le añadían sesenta ducados. Ese mismo año hay indicaciones de que comenzó a trabajar como músico de la catedral y se le concedió un hábito largo, ya que «está muy grande de cuerpo para servir en el ejercicio que tiene, que servirá como músico, que el Cabildo le mande dar un hábito largo». La última mención a José es del 12 de julio de 1683, en la que le excluían como opositor a una capellanía que había quedado vacante por ser laico: «José Martínez, acólito, por cuanto la fundación ha de ser clérigo presbítero».

### Estancia en Madrid
No se conoce la fecha exacta en la que partió a Madrid para ampliar sus conocimientos de música, pero tuvo que ser hacia finales de 1683 o principios del siguiente; es seguro que en abril de 1684 ya se encontraba allí. Su maestro durante esta época sería Cristóbal Galán, maestro de capilla de la Capilla Real de Madrid. Permaneció un año hasta mediados de 1685 para regresar a Lugo, donde en agosto se presentó a las oposiciones para maestro de capilla sin éxito. A finales de julio había fallecido el maestro orensano, Martín de San Román, por lo que los hermanos Martínez del Arce se dirigieron a Orense, para interesarse por el cargo. Durante el tiempo necesario para organizar las oposiciones, José compuso las obras necesarias para las fiestas de San Martín:

[...] por cuanto José Martínez, opositor al magisterio de capilla, había asistido algún tiempo antes de la elección [...] al régimen de la música, se le den doscientos y cincuenta reales de la fábrica, de más de lo que se le dio por la oposición al magisterio.

No tuvo éxito en las oposiciones del 12 de diciembre de 1685, a las que solo se presentaron José Martínez de Arce y Antonio Rodríguez de Vega, que consiguió el cargo el día 14 de ese mes. Posteriormente volvió a Madrid por otro año, del que no se tienen más noticias —Cristóbal Galán ya había fallecido—, aunque por las composiciones se sabe que fue contratado para componer en festividades más variadas y plantilla menos modesta. Su estancia en Madrid finalmente tuvo mucha importancia, tanto por los contactos que pudo hacer, como por la música que pudo escuchar, que incluso provocó un cambio de estilo.

### Estancia en Segovia
El magisterio de la Catedral de Segovia había quedado vacante el 2 de diciembre de 1686, fecha en la que fue expulsado el maestro Juan Bonet de Paredes por «unas palabras descompuestas que dijo a un canónigo en la procesión del domingo». La primera noticia de la estancia de Martínez del Arce en Segovia se encuentra en las actas capitulares el 17 de febrero de 1687, cuando nombraron «maestro de capilla a José Martínez de Arce, que reside en Madrid [...] de los propuestos para ello, y para que habían escrito de diferentes iglesias para serlo de ésta», a condición de que se ordenase en el plazo de un año. Consiguió el cargo sin haber sido maestro de capilla anteriormente, sin estar ordenado, sin oposiciones previas, ni expediente de pureza de sangre, contrario a la costumbre de la época, lo que indica la estima en la que se tenía al compositor. Es muy probable que su etapa y contactos en Madrid estuviesen relacionado con este hecho.
Se ordenaría un año más tarde, en julio de 1688, tras una admonición del cabildo. Para entonces, su hermano Tomás ya estaba en Segovia para tocar el violón, que su hermano José había introducido en sus composiciones posiblemente para facilitar la contratación de Tomás. Tomás fue admitido en Segovia el 2 de junio de 1688, tras un hipotético paso por Madrid, donde aprendería a tocar el instrumento. Lo que es seguro es que compró un violón en Madrid que se llevó a Segovia, ya que tuvo que solicitar al cabildo segoviano ayuda para terminar de pagarlo. El cabildo le concedió 200 reales, lo que da una idea del precio de un instrumento de ese tipo. Parece que Tomás había sido despedido en 1689, aunque seguía tocando con la capilla, por lo que el cabildo lo remuneró con 50 ducados, pero «cesando desde luego y que vaya a buscar sus conveniencias». Parece que Tomás no consiguió encontrar otro cargo, ya que en 1690 «se vuelve a recibir a Tomás Martínez de Arce para que toque el violón».
El 7 de junio de 1690 los hermanos Martínez de Arce solicitaron permiso para ir en romería a «Santiago de Galicia, donde tienen hecha promesa», para lo que se les concedió 40 días. Es posible que en esos 40 días se acercaran a Valladolid, donde estaba vacante el magisterio metropolitano. José abandonó Segovia definitivamente tras tres años y medio en el cargo, partiendo con su hermano hacia Valladolid el 6 de octubre de 1690.

### Estancia en Valladolid
José Martínez de Arce fue nombrado maestro de capilla el 6 de noviembre de 1690 y, una vez llegado a Valladolid, recibió la ración entera del cargo de maestro de capilla, y a su hermano Tomás le concedieron «cincuenta ducados cada año y parte en la capilla». El traslado inauguró una época de estabilidad de treinta años para los hermanos, que ya permanecerían en Valladolid hasta su muerte.
Durante su etapa vallisoletana se implicó en la polémica de la misa Scala Aretina a favor de Francisco Valls. El 12 de octubre de 1717, José Martínez de Arce envió una carta en la que explica su opinión:

[...] Y estas suposiciones son sin términos de duda, y consiguiente no se falta a los preceptos y buen sonido. Y no me opongo a que las especies disonantes no sean muy del caso para la variedad y armonía de nuestra música, ni que se puedan hacer muchos primores debajo de sus reglas, como se ve en los maestros insignes que han sido y son en estos tiempos.
Valladolid, y octubre 12 de 1717

## Obra
En total, se conservan unas 880 composiciones del maestro de Valladolid, una mayoría villancicos en romance. Martínez de Arce, en una época en que la nueva monarquía borbónica trajo música y músicos italianos y franceses a España, supo incorporar ambas influencias en un estilo personal y original, que lo convirtió en «bilingüe».
Las primeras composiciones de Martínez del Arce son de 1683 y se conservan en la Catedral de Valladolid. Es muy probable que las realizase para las fiestas de la Catedral de Orense, tras aprender composición con el maestro Martín de San Román. Son dos villancicos en castellano y otras dos obras en latín: un miserere y una lamentación. Se conservan copiados en juegos de partichelas. De su primera estancia en Madrid se conservan tres villancicos: uno dedicado a San Francisco a ocho voces, Atención, atención, que sale la procesión, y otros dos de Navidad a cuatro y tres voces, Al Niño que nace desnudo en Belén y Canta jilguerillo respectivamente. Tanto estas obras como las orensanas son sencillas, con pocas pretensiones y muy funcionales.
De su estancia en la Catedral de Segovia se conservan en el archivo unas 36 composiciones, que dan una primera muestra de lo que sería el estilo compositivo de Martínez de Arce sin supervisión de sus maestros.
En la Catedral de Valladolid se conservan cuatro manuscritos encuadernados que contienen más de 300 composiciones realizadas por Martínez de Arce.